# Oranienburg
Oranienburg – miasto we wschodnich Niemczech w kraju związkowym Brandenburgia, siedziba powiatu Oberhavel. Leży 35 km na północ od centrum Berlina, nad rzeką Hawelą oraz przy kanale Odra-Hawela. Jest największym miastem powiatu Oberhavel i częścią berlińskiej aglomeracji.

## Historia
Pierwotną niemiecką nazwą miejscowości było Bötzow. W latach 1373–1415 wraz z Marchią Brandenburską Bötzow znajdował się pod panowaniem Królestwa Czech. Od 1701 część Królestwa Prus. W XVIII w. na fali holenderskiej kolonizacji tych obszarów osadnicy nazwali miejscowość na cześć małżonki „Wielkiego Elektora” Luizy Orańskiej Oranienburgiem. Od 1871 w granicach zjednoczonych Niemiec.
W czasach III Rzeszy i II wojny światowej siedziba wielu instytucji SS. W Oranienburgu istniał jeden z pierwszych niemieckich obozów koncentracyjnych – Oranienburg (KL). Od nazwy stacji kolejowej w Sachsenhausen (obecnie dzielnica Oranienburga), na której wysadzano więźniów tak, aby nie szli przez miasto – pochodzi nazwa obozu Sachsenhausen (KL).
W latach 1949–1990 część NRD i miasto powiatowe w okręgu Poczdam. W 2003 roku w wyniku reformy administracyjnej ówczesne miasto zostało rozszerzone o siedem miejscowości okolicznych.

## Części miasta
- Friedrichsthal
- Germendorf
- Lehnitz
- Malz
- Sachsenhausen
- Schmachtenhagen
- Wensickendorf
- Zehlendorf

## Gospodarka
W mieście rozwinął się przemysł chemiczny, metalowy oraz spożywczy.

## Transport

### Drogowy
Przez centrum miasta przebiega droga krajowa B273, łącząca drogę B1 oraz B2 w Poczdamie z autostradą A11 w okolicach Bernau bei Berlin. Jako zachodnia obwodnica miasta przebiega trasa europejska E251 wraz z drogą krajową B96, biegnąca od Rugii przez Neustrelitz do Berlina. 
Na południe od miasta przebiega autostrada A10 będąca obwodnicą Berlina (Berliner Ring). Na południe od Oranienburga również zlokalizowany jest węzeł drogowy Kreuz Orienburg na którym krzyżują się: B96, A10 oraz A111.

### Kolejowy
W mieście znajduje się stacja kolejowa przy magistrali kolejowej Berliner Nordbahn, łączącej Berlin ze Stralsundem i Rostockiem.

## Zabytki
Niektóre obiekty zabytkowe na terenie Oranienburga:
- Zamek,
- kościół św. Mikołaja,
- dawny nazistowski obóz koncentracyjny Sachsenhausen,
- kościół w Wensickendorfie,
- pomnik Ottona von Schwerina.

## Związani z miastem

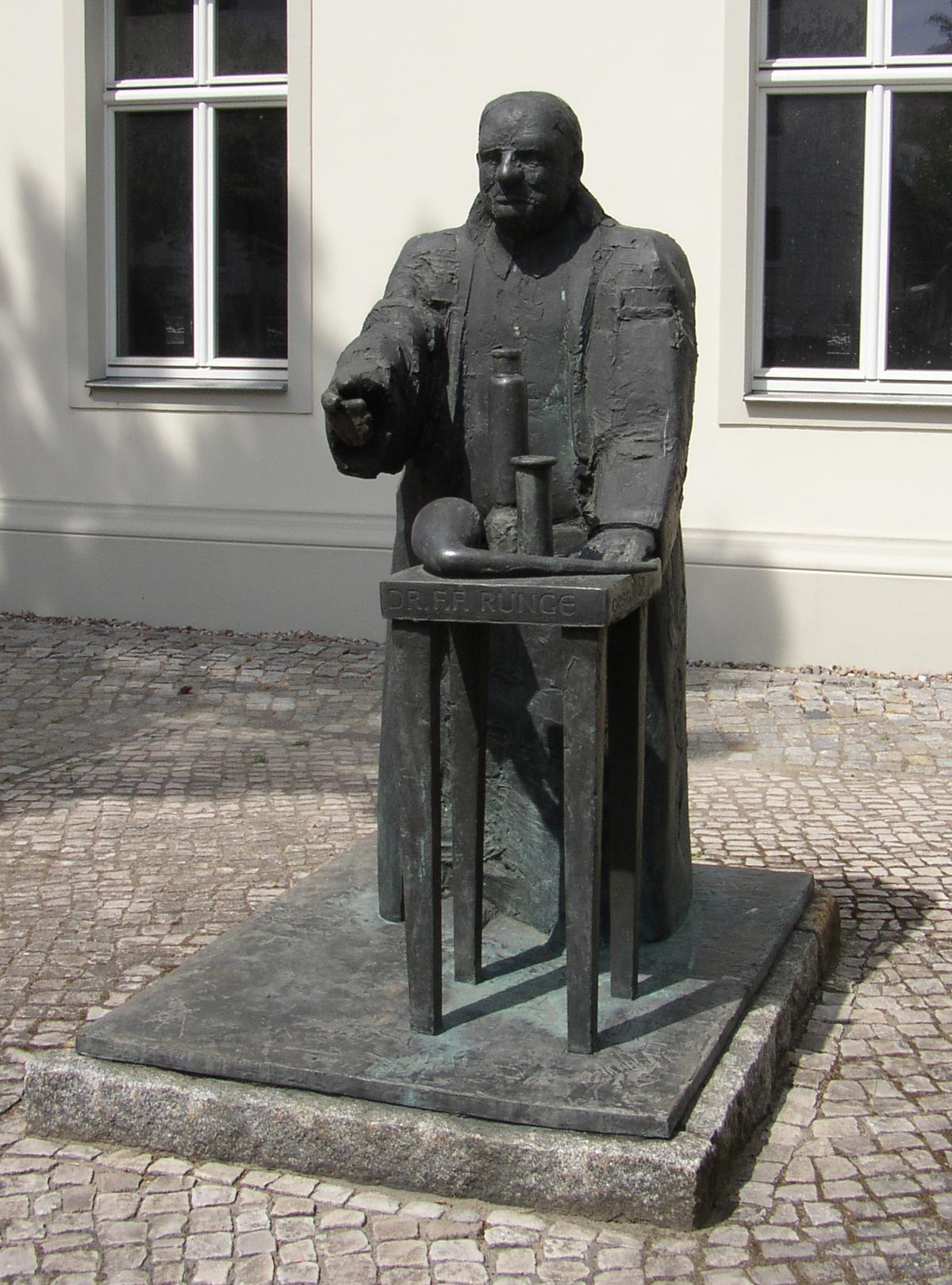
Friedlieb Ferdinand Runge

### Urodzeni w Oranienburgu
- Walther Bothe – fizyk i matematyk
- Friedrich Ludwig Dülon – wirtuoz gry na flecie
- Carl Gustav Hempel – filozof

## Współpraca
Miejscowości partnerskie:
- Friedrichsthal, Saara
- Hamm, Nadrenia Północna-Westfalia
- Oranienbaum, dzielnica Oranienbaum-Wörlitz w Saksonii-Anhalt
- Bagnolet, Francja
- Kefar Jona, Izrael
- Mělník, Czechy
- Vught, Holandia